# Шадиев, Юсуп Алаутдинович
Юсуп Алаутдинович Шадиев (23 мая 1954, Алма-Ата, Казахская ССР) — советский и казахстанский футболист, защитник.

## Биография
Родился в Алма-Ате. Старший ребёнок, имел двух братьев и двух сестёр. С пятого класса занимался хоккеем, тренировался в хоккейной школе «Автомобилист». За команду аэропорта играл на первенстве города по хоккею с мячом и в футбол. Выступал на школьных соревнованиях по конькам, лыжам, баскетболу, занимался боксом. В футбольной школе аэропорта тренировался у Умербека Бекпосынова. Играл в команде ЦСКА у тренера Владимира Котлярова. В 1972 году был приглашён в «Кайрат», дебютировал в чемпионате СССР 12 августа 1973 в домашнем матче против «Карпат», заменив после перерыва получившего травму капитана Байшакова. 1976 год отыграл в грозненском «Тереке», затем вернулся в «Кайрат», где провёл следующие девять лет. В 1985 году из-за конфликта с тренером Остроушко был вынужден уйти из команды и два сезона отыграл в «Тереке», в 1987 году был играющим тренером. 1988 год провёл в команде второй лиги «Жетысу» Талды-Курган, затем играл в первенстве города в команде «Женис». В 1991-м вновь вернулся в «Терек». В 1993 году сыграл 9 матчей в первой лиге и из-за начавшихся боевых действий вернулся домой. Работал таксистом, затем до 2008 года — в компании по геологической разведке. Позже стал работать тренером-селекционером в Федерации футбола Казахстана.

## Семья
Трое детей. Старший сын Алихан был футболистом, завершил карьеру из-за разрыв крестообразных связок; дочь Малика; сын Гирихан.